# Party Rock Anthem
Party Rock Anthem – pierwszy singiel amerykańskiego zespołu LMFAO promujący drugi album Sorry for Party Rocking (2011). Utwór ukazał się 25 stycznia 2011 i został nagrany z gościnnym udziałem Lauren Bennett i GoonRock. Singiel osiągnął ogromny sukces na całym świecie stając się numerem jeden w dziesięciu krajach, a także w Brazylii na liście światowej. W teledysku ukazano taniec Melbourne Shuffle, który jednak znacząco różni się od oryginalnego tańca. Utwór przerobiony został w rockowej wersji przez grupę Walk off The Earth.

## Track lista
- Digital download[1]

1. „Party Rock Anthem” – 4:23

- CD single[2]

1. „Party Rock Anthem” (Album Version) – 4:23
2. „Party Rock Anthem” (Audiobot Remix) – 6:01

## Notowania i certyfikaty
| Lista (2011)                        | Najwyższa pozycja |
| ----------------------------------- | ----------------- |
| Australia (ARIA)                    | 1                 |
| Austria (Ö3 Austria Top 40)         | 1                 |
| Belgia (Ultratop 40 Flandria)       | 1                 |
| Belgia (Ultratop 40 Wallonia)       | 5                 |
| Kanada (Canadian Hot 100)           | 4                 |
| Dania (Tracklisten)                 | 1                 |
| Finlandia (Suomen virallinen lista) | 5                 |
| Francja (SNEP)                      | 1                 |
| Niemcy (Media Control Charts)       | 1                 |
| Węgry (Mahash)                      | 2                 |
| Irlandia (IRMA)                     | 1                 |
| Włochy (FIMI)                       | 8                 |
| Holandia (Dutch Top 40)             | 10                |
| Nowa Zelandia (RIANZ)               | 1                 |
| Norwegia (VG-lista)                 | 3                 |
| Słowacja (IFPI)                     | 2                 |
| Hiszpania (PROMUSICAE)              | 13                |
| Szwecja (Sverigetopplistan)         | 3                 |
| Szwajcaria (Media Control Charts)   | 1                 |
| (UK Singles Chart)                  | 1                 |
| U.S. Billboard Hot 100              | 1                 |
| U.S. Hot Dance Club Songs           | 20                |
| U.S. Billboard Pop Songs            | 20                |